# Józefka (Raszelki)
Józefka – część wsi Raszelki w Polsce położona w województwie łódzkim, w powiecie sieradzkim, w gminie Warta. Józefka wchodzi w skład sołectwa Raszelki.
W latach 1975–1998 Józefka administracyjnie należała do województwa sieradzkiego.